# Рязаново (Верхневолжское сельское поселение)
Ряза́ново — деревня в Калининском районе Тверской области. Относится к Верхневолжскому сельскому поселению.
Население по переписи 2002 — 1544 человека, 706 мужчин, 838 женщин.
Расположена в 20 км к югу от Твери, в 4,5 км от центра поселения деревни Квакшино.

## В деревне
- МОУ «Верхневолжская СОШ»
- МДОУ «Рязановский детский сад»
- МДК Калининского района
- Рязановская врачебная амбулатория
- ЗАО «Птицефабрика Верхневолжская»

## История
В Списке населенных мест 1859 года значится казённая деревня Рязаново, 20 вёрст от Твери, 45 дворов, 365 жителей. Во второй половине XIX — начале XX века деревня Рязаново относилась к Воскресенской волости Тверского уезда и была в приходе Богородицерождественской церкви погоста Каменка.
В 1992 году — 502 хозяйства, 1532 жителя, входит в Верхневолжский сельсовет; птицефабрика «Верхневолжская», средняя школа, детский комбинат, ДК, библиотека, магазин, братская могила советских воинов, погибших в Великой Отечественной войне.